# Arbre généalogique des monarques d'Égypte
|          |          |          |          |                                                                |                                                                |                                                                |                                                                |                                                                |                                                                |                                  |                                  | Emina de Nosratli                | Emina de Nosratli                | Emina de Nosratli | Emina de Nosratli | Emina de Nosratli | Emina de Nosratli |             |             | (1) Méhémet Ali Wāli (1805–48)                     | (1) Méhémet Ali Wāli (1805–48)                     | (1) Méhémet Ali Wāli (1805–48)                     | (1) Méhémet Ali Wāli (1805–48)                     | (1) Méhémet Ali Wāli (1805–48)                     | (1) Méhémet Ali Wāli (1805–48)                     |                                             |                                             |                                             |                                             |                                    |                                    |                                    |                                    |                |                |                                              |                                              |                                              |                                              |                                              |                                              | Ayn al-Hayat                  | Ayn al-Hayat                  | Ayn al-Hayat                  | Ayn al-Hayat                  | Ayn al-Hayat | Ayn al-Hayat |             |             |
|          |          |          |          |                                                                |                                                                |                                                                |                                                                |                                                                |                                                                |                                  |                                  | Emina de Nosratli                | Emina de Nosratli                | Emina de Nosratli | Emina de Nosratli | Emina de Nosratli | Emina de Nosratli |             |             | (1) Méhémet Ali Wāli (1805–48)                     | (1) Méhémet Ali Wāli (1805–48)                     | (1) Méhémet Ali Wāli (1805–48)                     | (1) Méhémet Ali Wāli (1805–48)                     | (1) Méhémet Ali Wāli (1805–48)                     | (1) Méhémet Ali Wāli (1805–48)                     |                                             |                                             |                                             |                                             |                                    |                                    |                                    |                                    |                |                |                                              |                                              |                                              |                                              |                                              |                                              | Ayn al-Hayat                  | Ayn al-Hayat                  | Ayn al-Hayat                  | Ayn al-Hayat                  | Ayn al-Hayat | Ayn al-Hayat |             |             |
|          |          |          |          |                                                                |                                                                |                                                                |                                                                |                                                                |                                                                |                                  |                                  |                                  |                                  |                   |                   |                   |                   |             |             |                                                    |                                                    |                                                    |                                                    |                                                    |                                                    |                                             |                                             |                                             |                                             |                                    |                                    |                                    |                                    |                |                |                                              |                                              |                                              |                                              |                                              |                                              |                               |                               |                               |                               |              |              |             |             |
|          |          |          |          |                                                                |                                                                |                                                                |                                                                |                                                                |                                                                |                                  |                                  |                                  |                                  |                   |                   |                   |                   |             |             |                                                    |                                                    |                                                    |                                                    |                                                    |                                                    |                                             |                                             |                                             |                                             |                                    |                                    |                                    |                                    |                |                |                                              |                                              |                                              |                                              |                                              |                                              |                               |                               |                               |                               |              |              |             |             |
|          |          |          |          | Bamba Kadin                                                    | Bamba Kadin                                                    | Bamba Kadin                                                    | Bamba Kadin                                                    | Bamba Kadin                                                    | Bamba Kadin                                                    |                                  |                                  | Tusun Pasha (en)                 | Tusun Pasha (en)                 | Tusun Pasha (en)  | Tusun Pasha (en)  | Tusun Pasha (en)  | Tusun Pasha (en)  |             |             | (2) Ibrahim Pacha Wāli (1848)                      | (2) Ibrahim Pacha Wāli (1848)                      | (2) Ibrahim Pacha Wāli (1848)                      | (2) Ibrahim Pacha Wāli (1848)                      | (2) Ibrahim Pacha Wāli (1848)                      | (2) Ibrahim Pacha Wāli (1848)                      |                                             |                                             | Hoshiar                                     | Hoshiar                                     | Hoshiar                            | Hoshiar                            | Hoshiar                            | Hoshiar                            |                |                | (4) Mohamed Saïd Pacha Wāli (1854–63)        | (4) Mohamed Saïd Pacha Wāli (1854–63)        | (4) Mohamed Saïd Pacha Wāli (1854–63)        | (4) Mohamed Saïd Pacha Wāli (1854–63)        | (4) Mohamed Saïd Pacha Wāli (1854–63)        | (4) Mohamed Saïd Pacha Wāli (1854–63)        |                               |                               |                               |                               |              |              |             |             |
|          |          |          |          | Bamba Kadin                                                    | Bamba Kadin                                                    | Bamba Kadin                                                    | Bamba Kadin                                                    | Bamba Kadin                                                    | Bamba Kadin                                                    |                                  |                                  | Tusun Pasha (en)                 | Tusun Pasha (en)                 | Tusun Pasha (en)  | Tusun Pasha (en)  | Tusun Pasha (en)  | Tusun Pasha (en)  |             |             | (2) Ibrahim Pacha Wāli (1848)                      | (2) Ibrahim Pacha Wāli (1848)                      | (2) Ibrahim Pacha Wāli (1848)                      | (2) Ibrahim Pacha Wāli (1848)                      | (2) Ibrahim Pacha Wāli (1848)                      | (2) Ibrahim Pacha Wāli (1848)                      |                                             |                                             | Hoshiar                                     | Hoshiar                                     | Hoshiar                            | Hoshiar                            | Hoshiar                            | Hoshiar                            |                |                | (4) Mohamed Saïd Pacha Wāli (1854–63)        | (4) Mohamed Saïd Pacha Wāli (1854–63)        | (4) Mohamed Saïd Pacha Wāli (1854–63)        | (4) Mohamed Saïd Pacha Wāli (1854–63)        | (4) Mohamed Saïd Pacha Wāli (1854–63)        | (4) Mohamed Saïd Pacha Wāli (1854–63)        |                               |                               |                               |                               |              |              |             |             |
|          |          |          |          |                                                                |                                                                |                                                                |                                                                |                                                                |                                                                |                                  |                                  |                                  |                                  |                   |                   |                   |                   |             |             |                                                    |                                                    |                                                    |                                                    |                                                    |                                                    |                                             |                                             |                                             |                                             |                                    |                                    |                                    |                                    |                |                |                                              |                                              |                                              |                                              |                                              |                                              |                               |                               |                               |                               |              |              |             |             |
| Mahivech | Mahivech | Mahivech | Mahivech | Mahivech                                                       | Mahivech                                                       |                                                                |                                                                | (3) Abbas Ier Wāli (1848–54)                                   | (3) Abbas Ier Wāli (1848–54)                                   | (3) Abbas Ier Wāli (1848–54)     | (3) Abbas Ier Wāli (1848–54)     | (3) Abbas Ier Wāli (1848–54)     | (3) Abbas Ier Wāli (1848–54)     |                   |                   | Chafak Nour       | Chafak Nour       | Chafak Nour | Chafak Nour | Chafak Nour                                        | Chafak Nour                                        |                                                    |                                                    | (5) Ismaïl Wāli (1863–67) Khédive (1867–79)        | (5) Ismaïl Wāli (1863–67) Khédive (1867–79)        | (5) Ismaïl Wāli (1863–67) Khédive (1867–79) | (5) Ismaïl Wāli (1863–67) Khédive (1867–79) | (5) Ismaïl Wāli (1863–67) Khédive (1867–79) | (5) Ismaïl Wāli (1863–67) Khédive (1867–79) |                                    |                                    |                                    |                                    |                |                |                                              |                                              |                                              |                                              |                                              |                                              | Ferial                        | Ferial                        | Ferial                        | Ferial                        | Ferial       | Ferial       |             |             |
| Mahivech | Mahivech | Mahivech | Mahivech | Mahivech                                                       | Mahivech                                                       |                                                                |                                                                | (3) Abbas Ier Wāli (1848–54)                                   | (3) Abbas Ier Wāli (1848–54)                                   | (3) Abbas Ier Wāli (1848–54)     | (3) Abbas Ier Wāli (1848–54)     | (3) Abbas Ier Wāli (1848–54)     | (3) Abbas Ier Wāli (1848–54)     |                   |                   | Chafak Nour       | Chafak Nour       | Chafak Nour | Chafak Nour | Chafak Nour                                        | Chafak Nour                                        |                                                    |                                                    | (5) Ismaïl Wāli (1863–67) Khédive (1867–79)        | (5) Ismaïl Wāli (1863–67) Khédive (1867–79)        | (5) Ismaïl Wāli (1863–67) Khédive (1867–79) | (5) Ismaïl Wāli (1863–67) Khédive (1867–79) | (5) Ismaïl Wāli (1863–67) Khédive (1867–79) | (5) Ismaïl Wāli (1863–67) Khédive (1867–79) |                                    |                                    |                                    |                                    |                |                |                                              |                                              |                                              |                                              |                                              |                                              | Ferial                        | Ferial                        | Ferial                        | Ferial                        | Ferial       | Ferial       |             |             |
|          |          |          |          |                                                                |                                                                |                                                                |                                                                |                                                                |                                                                |                                  |                                  |                                  |                                  |                   |                   |                   |                   |             |             |                                                    |                                                    |                                                    |                                                    |                                                    |                                                    |                                             |                                             |                                             |                                             |                                    |                                    |                                    |                                    |                |                |                                              |                                              |                                              |                                              |                                              |                                              |                               |                               |                               |                               |              |              |             |             |
|          |          |          |          | Ibrahim Ilhamy                                                 | Ibrahim Ilhamy                                                 | Ibrahim Ilhamy                                                 | Ibrahim Ilhamy                                                 | Ibrahim Ilhamy                                                 | Ibrahim Ilhamy                                                 |                                  |                                  | Concubine                        | Concubine                        | Concubine         | Concubine         | Concubine         | Concubine         |             |             |                                                    |                                                    |                                                    |                                                    |                                                    |                                                    |                                             |                                             |                                             |                                             |                                    |                                    | Nour Felek                         | Nour Felek                         | Nour Felek     | Nour Felek     | Nour Felek                                   | Nour Felek                                   |                                              |                                              |                                              |                                              |                               |                               |                               |                               |              |              |             |             |
|          |          |          |          | Ibrahim Ilhamy                                                 | Ibrahim Ilhamy                                                 | Ibrahim Ilhamy                                                 | Ibrahim Ilhamy                                                 | Ibrahim Ilhamy                                                 | Ibrahim Ilhamy                                                 |                                  |                                  | Concubine                        | Concubine                        | Concubine         | Concubine         | Concubine         | Concubine         |             |             |                                                    |                                                    |                                                    |                                                    |                                                    |                                                    |                                             |                                             |                                             |                                             |                                    |                                    | Nour Felek                         | Nour Felek                         | Nour Felek     | Nour Felek     | Nour Felek                                   | Nour Felek                                   |                                              |                                              |                                              |                                              |                               |                               |                               |                               |              |              |             |             |
|          |          |          |          |                                                                |                                                                |                                                                |                                                                |                                                                |                                                                |                                  |                                  |                                  |                                  |                   |                   |                   |                   |             |             |                                                    |                                                    |                                                    |                                                    |                                                    |                                                    |                                             |                                             |                                             |                                             |                                    |                                    |                                    |                                    |                |                |                                              |                                              |                                              |                                              |                                              |                                              |                               |                               |                               |                               |              |              |             |             |
|          |          |          |          |                                                                |                                                                |                                                                |                                                                | Emina Ilhamy                                                   | Emina Ilhamy                                                   | Emina Ilhamy                     | Emina Ilhamy                     | Emina Ilhamy                     | Emina Ilhamy                     |                   |                   |                   |                   |             |             | (6) Tawfiq Khédive (1879–92)                       | (6) Tawfiq Khédive (1879–92)                       | (6) Tawfiq Khédive (1879–92)                       | (6) Tawfiq Khédive (1879–92)                       | (6) Tawfiq Khédive (1879–92)                       | (6) Tawfiq Khédive (1879–92)                       |                                             |                                             | (8) Hussein Kamal Sultan (1914–17)          | (8) Hussein Kamal Sultan (1914–17)          | (8) Hussein Kamal Sultan (1914–17) | (8) Hussein Kamal Sultan (1914–17) | (8) Hussein Kamal Sultan (1914–17) | (8) Hussein Kamal Sultan (1914–17) |                |                | (9) Fouad Ier Sultan (1917–22) Roi (1922–36) | (9) Fouad Ier Sultan (1917–22) Roi (1922–36) | (9) Fouad Ier Sultan (1917–22) Roi (1922–36) | (9) Fouad Ier Sultan (1917–22) Roi (1922–36) | (9) Fouad Ier Sultan (1917–22) Roi (1922–36) | (9) Fouad Ier Sultan (1917–22) Roi (1922–36) |                               |                               | Nazli Sabri                   | Nazli Sabri                   | Nazli Sabri  | Nazli Sabri  | Nazli Sabri | Nazli Sabri |
|          |          |          |          |                                                                |                                                                |                                                                |                                                                | Emina Ilhamy                                                   | Emina Ilhamy                                                   | Emina Ilhamy                     | Emina Ilhamy                     | Emina Ilhamy                     | Emina Ilhamy                     |                   |                   |                   |                   |             |             | (6) Tawfiq Khédive (1879–92)                       | (6) Tawfiq Khédive (1879–92)                       | (6) Tawfiq Khédive (1879–92)                       | (6) Tawfiq Khédive (1879–92)                       | (6) Tawfiq Khédive (1879–92)                       | (6) Tawfiq Khédive (1879–92)                       |                                             |                                             | (8) Hussein Kamal Sultan (1914–17)          | (8) Hussein Kamal Sultan (1914–17)          | (8) Hussein Kamal Sultan (1914–17) | (8) Hussein Kamal Sultan (1914–17) | (8) Hussein Kamal Sultan (1914–17) | (8) Hussein Kamal Sultan (1914–17) |                |                | (9) Fouad Ier Sultan (1917–22) Roi (1922–36) | (9) Fouad Ier Sultan (1917–22) Roi (1922–36) | (9) Fouad Ier Sultan (1917–22) Roi (1922–36) | (9) Fouad Ier Sultan (1917–22) Roi (1922–36) | (9) Fouad Ier Sultan (1917–22) Roi (1922–36) | (9) Fouad Ier Sultan (1917–22) Roi (1922–36) |                               |                               | Nazli Sabri                   | Nazli Sabri                   | Nazli Sabri  | Nazli Sabri  | Nazli Sabri | Nazli Sabri |
|          |          |          |          |                                                                |                                                                |                                                                |                                                                |                                                                |                                                                |                                  |                                  |                                  |                                  |                   |                   |                   |                   |             |             |                                                    |                                                    |                                                    |                                                    |                                                    |                                                    |                                             |                                             |                                             |                                             |                                    |                                    |                                    |                                    |                |                |                                              |                                              |                                              |                                              |                                              |                                              |                               |                               |                               |                               |              |              |             |             |
|          |          |          |          |                                                                |                                                                |                                                                |                                                                |                                                                |                                                                |                                  |                                  |                                  |                                  |                   |                   |                   |                   |             |             |                                                    |                                                    |                                                    |                                                    |                                                    |                                                    |                                             |                                             |                                             |                                             |                                    |                                    |                                    |                                    |                |                |                                              |                                              |                                              |                                              |                                              |                                              |                               |                               |                               |                               |              |              |             |             |
| Ikbal    | Ikbal    | Ikbal    | Ikbal    | Ikbal                                                          | Ikbal                                                          |                                                                |                                                                | (7) Abbas II Khédive (1892–1914)                               | (7) Abbas II Khédive (1892–1914)                               | (7) Abbas II Khédive (1892–1914) | (7) Abbas II Khédive (1892–1914) | (7) Abbas II Khédive (1892–1914) | (7) Abbas II Khédive (1892–1914) |                   |                   |                   |                   |             |             | Mohammed Ali Tewfik Régent de Farouk Ier (1936–37) | Mohammed Ali Tewfik Régent de Farouk Ier (1936–37) | Mohammed Ali Tewfik Régent de Farouk Ier (1936–37) | Mohammed Ali Tewfik Régent de Farouk Ier (1936–37) | Mohammed Ali Tewfik Régent de Farouk Ier (1936–37) | Mohammed Ali Tewfik Régent de Farouk Ier (1936–37) |                                             |                                             |                                             |                                             |                                    |                                    | Narriman Sadek                     | Narriman Sadek                     | Narriman Sadek | Narriman Sadek | Narriman Sadek                               | Narriman Sadek                               |                                              |                                              | (10) Farouk Ier Roi (1936–52)                | (10) Farouk Ier Roi (1936–52)                | (10) Farouk Ier Roi (1936–52) | (10) Farouk Ier Roi (1936–52) | (10) Farouk Ier Roi (1936–52) | (10) Farouk Ier Roi (1936–52) |              |              |             |             |
| Ikbal    | Ikbal    | Ikbal    | Ikbal    | Ikbal                                                          | Ikbal                                                          |                                                                |                                                                | (7) Abbas II Khédive (1892–1914)                               | (7) Abbas II Khédive (1892–1914)                               | (7) Abbas II Khédive (1892–1914) | (7) Abbas II Khédive (1892–1914) | (7) Abbas II Khédive (1892–1914) | (7) Abbas II Khédive (1892–1914) |                   |                   |                   |                   |             |             | Mohammed Ali Tewfik Régent de Farouk Ier (1936–37) | Mohammed Ali Tewfik Régent de Farouk Ier (1936–37) | Mohammed Ali Tewfik Régent de Farouk Ier (1936–37) | Mohammed Ali Tewfik Régent de Farouk Ier (1936–37) | Mohammed Ali Tewfik Régent de Farouk Ier (1936–37) | Mohammed Ali Tewfik Régent de Farouk Ier (1936–37) |                                             |                                             |                                             |                                             |                                    |                                    | Narriman Sadek                     | Narriman Sadek                     | Narriman Sadek | Narriman Sadek | Narriman Sadek                               | Narriman Sadek                               |                                              |                                              | (10) Farouk Ier Roi (1936–52)                | (10) Farouk Ier Roi (1936–52)                | (10) Farouk Ier Roi (1936–52) | (10) Farouk Ier Roi (1936–52) | (10) Farouk Ier Roi (1936–52) | (10) Farouk Ier Roi (1936–52) |              |              |             |             |
|          |          |          |          |                                                                |                                                                |                                                                |                                                                |                                                                |                                                                |                                  |                                  |                                  |                                  |                   |                   |                   |                   |             |             |                                                    |                                                    |                                                    |                                                    |                                                    |                                                    |                                             |                                             |                                             |                                             |                                    |                                    |                                    |                                    |                |                |                                              |                                              |                                              |                                              |                                              |                                              |                               |                               |                               |                               |              |              |             |             |
|          |          |          |          | Prince Muhammad Abdel Moneim (en) Régent de Fouad II (1952–53) | Prince Muhammad Abdel Moneim (en) Régent de Fouad II (1952–53) | Prince Muhammad Abdel Moneim (en) Régent de Fouad II (1952–53) | Prince Muhammad Abdel Moneim (en) Régent de Fouad II (1952–53) | Prince Muhammad Abdel Moneim (en) Régent de Fouad II (1952–53) | Prince Muhammad Abdel Moneim (en) Régent de Fouad II (1952–53) |                                  |                                  |                                  |                                  |                   |                   |                   |                   |             |             |                                                    |                                                    |                                                    |                                                    |                                                    |                                                    |                                             |                                             | Fadila Picard                               | Fadila Picard                               | Fadila Picard                      | Fadila Picard                      | Fadila Picard                      | Fadila Picard                      |                |                | (11) Fouad II Roi (1952–53)                  | (11) Fouad II Roi (1952–53)                  | (11) Fouad II Roi (1952–53)                  | (11) Fouad II Roi (1952–53)                  | (11) Fouad II Roi (1952–53)                  | (11) Fouad II Roi (1952–53)                  |                               |                               |                               |                               |              |              |             |             |
|          |          |          |          | Prince Muhammad Abdel Moneim (en) Régent de Fouad II (1952–53) | Prince Muhammad Abdel Moneim (en) Régent de Fouad II (1952–53) | Prince Muhammad Abdel Moneim (en) Régent de Fouad II (1952–53) | Prince Muhammad Abdel Moneim (en) Régent de Fouad II (1952–53) | Prince Muhammad Abdel Moneim (en) Régent de Fouad II (1952–53) | Prince Muhammad Abdel Moneim (en) Régent de Fouad II (1952–53) |                                  |                                  |                                  |                                  |                   |                   |                   |                   |             |             |                                                    |                                                    |                                                    |                                                    |                                                    |                                                    |                                             |                                             | Fadila Picard                               | Fadila Picard                               | Fadila Picard                      | Fadila Picard                      | Fadila Picard                      | Fadila Picard                      |                |                | (11) Fouad II Roi (1952–53)                  | (11) Fouad II Roi (1952–53)                  | (11) Fouad II Roi (1952–53)                  | (11) Fouad II Roi (1952–53)                  | (11) Fouad II Roi (1952–53)                  | (11) Fouad II Roi (1952–53)                  |                               |                               |                               |                               |              |              |             |             |
|          |          |          |          |                                                                |                                                                |                                                                |                                                                |                                                                |                                                                |                                  |                                  |                                  |                                  |                   |                   |                   |                   |             |             |                                                    |                                                    |                                                    |                                                    |                                                    |                                                    |                                             |                                             |                                             |                                             |                                    |                                    |                                    |                                    |                |                |                                              |                                              |                                              |                                              |                                              |                                              |                               |                               |                               |                               |              |              |             |             |
|          |          |          |          |                                                                |                                                                |                                                                |                                                                |                                                                |                                                                |                                  |                                  |                                  |                                  |                   |                   |                   |                   |             |             |                                                    |                                                    |                                                    |                                                    |                                                    |                                                    |                                             |                                             |                                             |                                             |                                    |                                    | Mohamed Ali Fouad Farouk           |                                    |                |                |                                              |                                              |                                              |                                              |                                              |                                              |                               |                               |                               |                               |              |              |             |             |